# Phlogophora leucomelas
Phlogophora leucomelas är en fjärilsart som beskrevs av Louis Beethoven Prout 1928. Phlogophora leucomelas ingår i släktet Phlogophora och familjen nattflyn. Inga underarter finns listade i Catalogue of Life.